# Gul skabiose
Gul skabiose (Scabiosa ochroleuca) er en staude med en opstigende, busket vækst. Blomsterne er store og lysegule. Bladene er dybt fligede og grågrønne. Planten er fuldt hårdfør i Danmark og bruges en del i staudebede og som snitblomst.

## Kendetegn
Gul skabiose er en flerårig, urteagtig plante med en opstigende vækst. Skuddene er forgrenede, men planten er åben og let i væksten. Alle overjordiske dele er dækket af tætte, stive hår. Bladene sidder dels som en grundstillet roset og dels spredt op langs stænglerne. De grundstillede blade er smalt ovale med lange stilke og nogle få, grove tænder på den inderste del af bladranden. I øvrigt er randen rundbugtet. Stængelbladene er bredt ægformede og dybt fligede eller næsten snitdelte med hel rand. Oversiden er grågrøn, mens undersiden er lyst grågrøn. Blomstringen foregår i juli-august, hvor man finder kurveblomsterne endestillet på hver sin forgrening. Randkronerne er flade og bølgede, mens skivekronerne er knudeagtige. Alle kronblade er lysegule. Frugterne er nødder med fnok.
Rodsystemet består af en kort, lodret rodstok og et stort antal dybtgående trævlerødder.
Planten når en højde på 1,50 m og en tilsvarende bredde.

## Udbredelse
Gul skabiose har sin naturlige udbredelse i Lilleasien, Centralasien og Kina. I Europa findes arten i den sydøstlige og centrale del. Alle steder er den knyttet til lysåbne voksesteder med en tør, kalkrig og veldrænet, men kvælstoffattig jordbund. 
I Slovenský kras bjergene i den østlige del af Slovakiet vokser arten i tørre skovstepper sammen med bl.a. bakkesoløje, bakkestilkaks, bibernelle, Bromus monocladus (en art af hejre), dunet vejbred, giftig kronvikke, jordstar, mat potentil, Polygala major (en art af mælkeurt), sværdalant, virgilasters og ædelkortlæbe

## Galleri
|  |  |  |  |

## Note
1. ↑  D. Dúbravková, M. Janišová, J. Košťál og I. Škodová: Diversity of dry grasslands in Slovakia (Webside ikke længere tilgængelig) – en kort gennemgang af de slovakiske steppevegetationer (på (engelsk))